# Blas de Lezo
Blas de Lezo y Olavarrieta (Pasajes, Guipúzcoa, Corona de Castilla, España, 3 de febrero de 1689-Cartagena de Indias, Nueva Granada, Imperio Español, 7 de septiembre de 1741) fue un oficial de marina español. Su carrera cubrió la guerra de sucesión española, los conflictos hispano-otomanos y la Guerra del Asiento.
Conocido por la singular estampa que le dieron sus numerosas heridas de guerra (tuerto, manco —un brazo inmovilizado— y cojo —una pierna amputada—), es considerado uno de los mejores estrategas de la historia de la Armada española. Destacó por dirigir, junto con el virrey Sebastián de Eslava, la exitosa defensa de Cartagena de Indias durante el asedio británico de 1741. Fue así mismo cofundador de la Compañía de Armadores en Corso de Cartagena de Indias, promotora del prolífico sistema de corsarios españoles conocidos como guardacostas.
Como homenaje póstumo por sus servicios, se otorgó a sus descendientes el marquesado de Ovieco, título nobiliario que aún existe en la actualidad.

## Orígenes y principios de la carrera como marinero

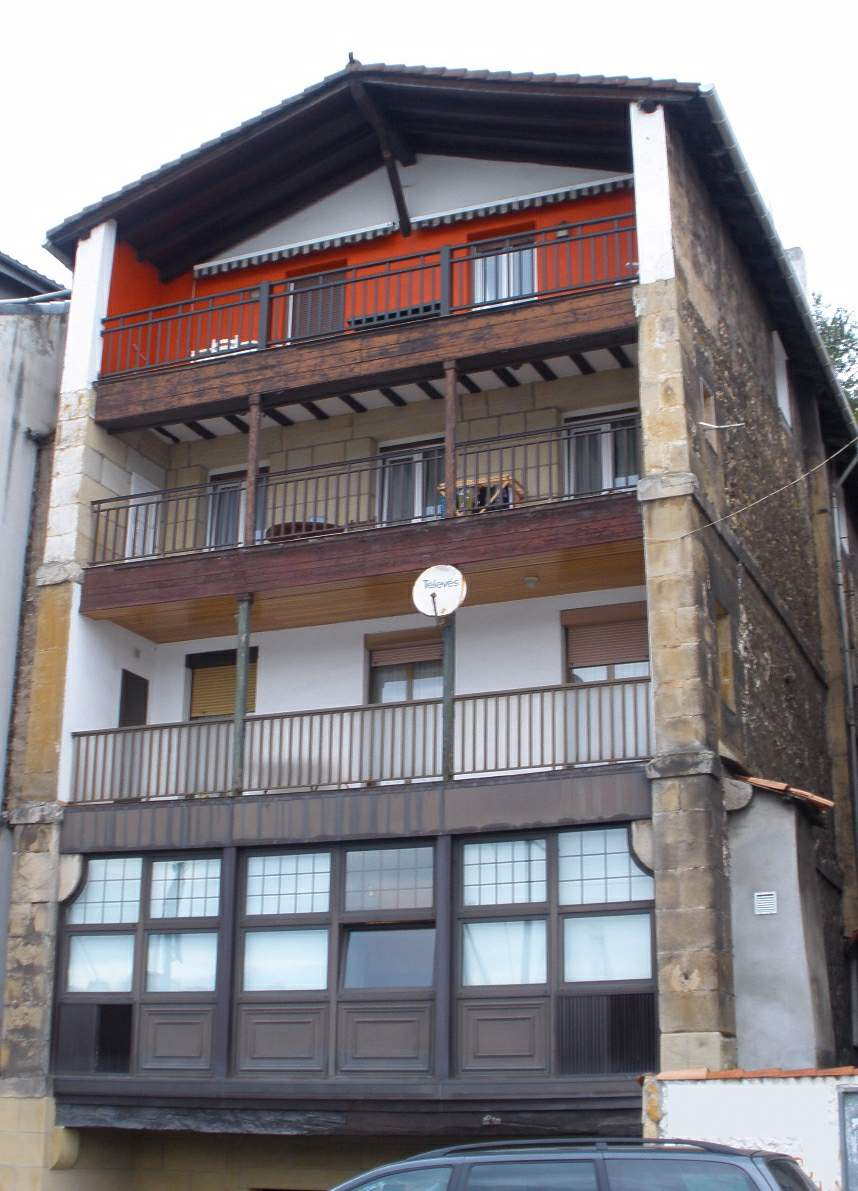
Casa natal de Blas de Lezo en Pasajes de San Pedro, Guipúzcoa

Blas de Lezo y Olavarrieta nació en el distrito de Pasajes de San Pedro (Guipúzcoa) —por entonces aún parte de San Sebastián— a principios de febrero de 1689 y fue bautizado en la iglesia de San Pedro de la misma localidad el día seis del mismo mes. Hijo de Pedro Francisco de Lezo y Agustina Olavarrieta, pertenecía a una familia con ilustres marinos entre sus antepasados, en un pueblo dedicado, prácticamente en exclusiva, a la mar. Era el tercer hijo del matrimonio, que tuvo ocho, de los que no todos sobrevivieron a la infancia. Sus padres pertenecían a la pequeña nobleza local, acomodada, y Lezo contaba con algunos antepasados importantes: su tatarabuelo había sido regidor de la villa a comienzos de siglo, otro había sido obispo de Perú el siglo anterior y su abuelo había sido capitán y dueño de un galeón. El mayorazgo le privaba prácticamente de heredar bienes, así que optó por emprender la carrera militar como marino.
Se educó en el Colegio de Francia, una institución educativa para niños de la baja nobleza de la zona, donde recibió la instrucción básica. En aquel entonces, la armada francesa era aliada de España en la guerra de Sucesión, que acaba de estallar al morir Carlos II sin descendencia. Dado que Luis XIV deseaba el mayor intercambio posible de oficiales entre los ejércitos y escuadras de España y Francia, Lezo se embarcó, a sus doce años, en 1702, en la escuadra francesa —que, en la práctica, había absorbido a la española, en estado calamitoso—, enrolándose como guardiamarina al servicio del conde de Toulouse, Luis Alejandro de Borbón, hijo de Luis XIV.

## Guerra de Sucesión
La guerra enfrentaba a Felipe de Anjou, apoyado por Francia y nombrado heredero por el difunto rey español, con el archiduque Carlos de Austria, apoyado por Inglaterra, ya que esta última temía el poderío que alcanzarían los Borbones en el continente en caso de unirse las dos coronas, española y francesa. Para recuperar Gibraltar —tomado por las fuerzas anglo-holandesas— y desbloquear el acceso al Mediterráneo, franceses y españoles aprestaron una gran armada. La escuadra francesa había zarpado de Tolón y en Málaga se habían unido a ella algunas galeras españolas mandadas por el conde de Fuencalada. Frente a Vélez-Málaga se produjo el 24 de agosto de 1704 la batalla naval más importante del conflicto. En dicho combate se enfrentaron 96 naves de guerra franco-españolas (51 navíos de línea, seis fragatas, ocho brulotes y doce galeras, que sumaban un total de 3577 cañones y 24 277 hombres) y la flota anglo-neerlandesa, mandada por el almirante Rooke y compuesta por 53 navíos de línea, seis fragatas, pataches y brulotes con un total de 3614 cañones y 22 543 hombres, dando como resultado al final de la contienda 1500 y 2719 bajas, respectivamente.
Blas de Lezo participó en aquella batalla batiéndose de manera ejemplar, hasta que, poco después de comenzar el combate, una bala de cañón le destrozó la pierna izquierda, teniéndosela que amputar, sin anestesia, por debajo de la rodilla. Después de la operación tomó como ejemplo al famoso almirante holandés Cornelius Jol (conocido como “Pie de palo” debido a su prótesis de madera), un marinero que, a pesar de su aparente discapacidad, emprendió grandes hazañas y alcanzó gran renombre.  Debido al valor demostrado tanto en aquel trance como en el propio combate, Blas de Lezo fue ascendido en 1704 a alférez de bajel de alto bordo por Luis XIV, al que el comandante francés había notificado la bizarría de Lezo. Felipe V le otorgó también una merced de hábito, que conllevaba una serie de privilegios similares a los de la baja aristocracia.
Se le ofreció ser asistente de cámara de la Corte de Felipe V. Rechazó este cargo y, una vez recuperado de la pérdida de la pierna, siguió su servicio a bordo de diferentes buques, tomando parte en las operaciones que tuvieron lugar para socorrer las plazas de Peñíscola y Palermo, en el ataque al navío inglés Resolution de setenta cañones en la costa genovesa, que terminó con la quema de este, así como en el apresamiento posterior de dos navíos enemigos en el Mediterráneo occidental, que fueron conducidos a Pasajes y Bayona, todo ello en 1705. El mando de las presas se otorgaba como premio a los oficiales que se habían distinguido en el servicio, como debió de hacer Lezo en los combates de ese año.
Pero es requerido enseguida por sus superiores y en 1706 se le ordenó abastecer a los sitiadores de Barcelona al mando de una pequeña flotilla, parte de la armada que con este fin mandaba un almirante francés. Realizó brillantemente su cometido, escapando una y otra vez de las naves enemigas y facilitando el aprovisionamiento del ejército del mariscal de Tessé. Para ello deja flotando y ardiendo paja húmeda con el fin de crear una densa nube de humo que ocultase los navíos españoles, pero además carga «sus cañones con unos casquetes de armazón delgada con material incendiario dentro, que, al ser disparados, prenden fuego a los buques británicos». Los británicos se ven impotentes ante esta táctica. 
Posteriormente se le destinó a la fortaleza de Santa Catalina de Tolón, donde participó en la defensa de la base naval francesa contra la acometida de la flota del príncipe Eugenio de Saboya. En esta acción y tras el impacto de un cañonazo en la fortificación, una esquirla le reventó el ojo izquierdo.

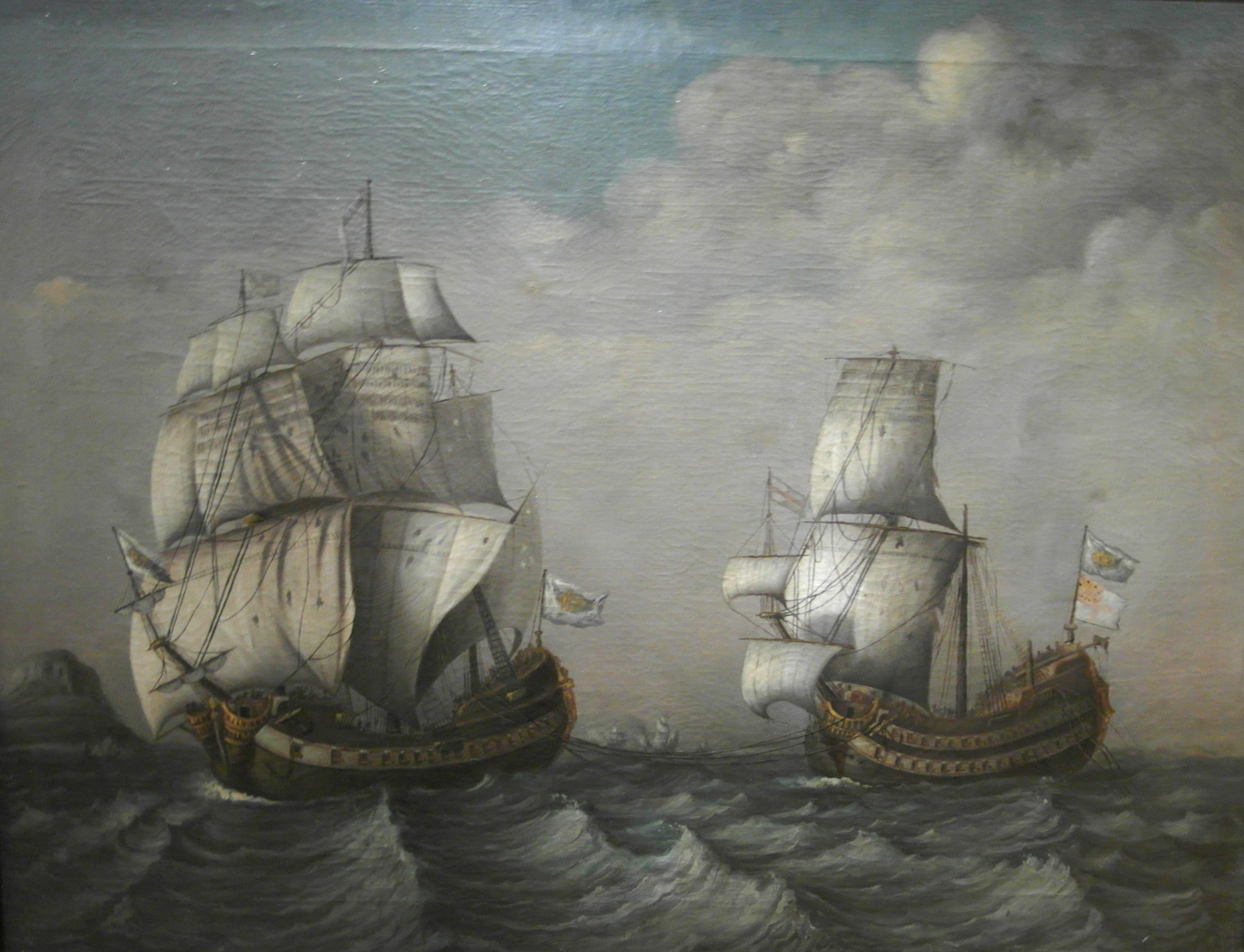
Fragata de Blas de Lezo remolcando el buque británico Stanhope. Se supone que la captura tuvo lugar durante la época en la que estuvo destinado en Rochefort, pero no hay documentación que confirme el apresamiento.

Tras una breve convalecencia fue destinado al puerto de Rochefort, en la costa atlántica francesa, donde le ascendieron a teniente de guardacostas en 1707. Tres años más tarde le ascendieron nuevamente a capitán de fragata. Se afirma, aunque no hay documentación que respalde esta aseveración, que durante su destino en Rochefort hostigaba el tráfico marítimo británico capturando algunos barcos. Por estas fechas se supone que se libró el combate con el Stanhope mandado por John Combs. Se mantuvo un cañoneo mutuo hasta que las maniobras de Lezo dejaron al barco enemigo a distancia de abordaje, momento en el que ordenó lanzaran los garfios para llevarlo a cabo.
En 1712, separadas nuevamente las Armadas francesa y española, pasó a servir a las órdenes de Andrés de Pes. Aunque se desconoce en qué acciones tomó parte, se sabe que lo hizo con distinción por los informes favorables de Pes, que le permitieron a Lezo ascender a capitán de navío algunos meses después de abandonar el servicio de este.
Posteriormente participó en el asedio de Barcelona al mando del Campanella, buque de setenta cañones de origen genovés, con el que estorbó el abastecimiento de la ciudad y la bombardeó. Durante el bloqueo y muy probablemente en una de las varias operaciones navales que acaecieron durante ese periodo, recibió un balazo en el antebrazo derecho, que quedó sin movilidad hasta el fin de sus días. De esta manera, con tan solo veintiséis años, el joven Blas de Lezo era ya tuerto, manco y cojo. Pocos días después, intervino al mando del Nuestra Señora de Begoña en la fallida escolta de la segunda esposa de Felipe V, Isabel de Farnesio, a España; la reina, después de unas horas en el mar, decidió abandonar la flota y viajar por tierra.
A continuación, el navío de Lezo formó parte de la flota enviada a conquistar Mallorca, aún leal al pretendiente austriaco al trono, que se rindió sin resistencia al arribar a Alcudia la flota con veinticinco mil soldados el 15 de junio de 1715.

## El Caribe y el Pacífico
Terminada la guerra de Sucesión, se le confió el buque Peibo del Primer Lanfranco, barco en calamitoso estado. Un año después, en 1716, partió hacia La Habana con la Flota de Galeones, con la misión habitual de escoltar a los barcos mercantes que viajaban a América y la especial de limpiar de naves corsarias las aguas de la región, que habían realizado algunas presas el año anterior. Cumplida la misión, Lezo regresó a Cádiz, donde en 1720 obtuvo el mando de un nuevo Lanfranco, de sesenta y dos cañones y también genovés, como su homónimo, conocido asimismo como León Franco y Nuestra Señora del Pilar.

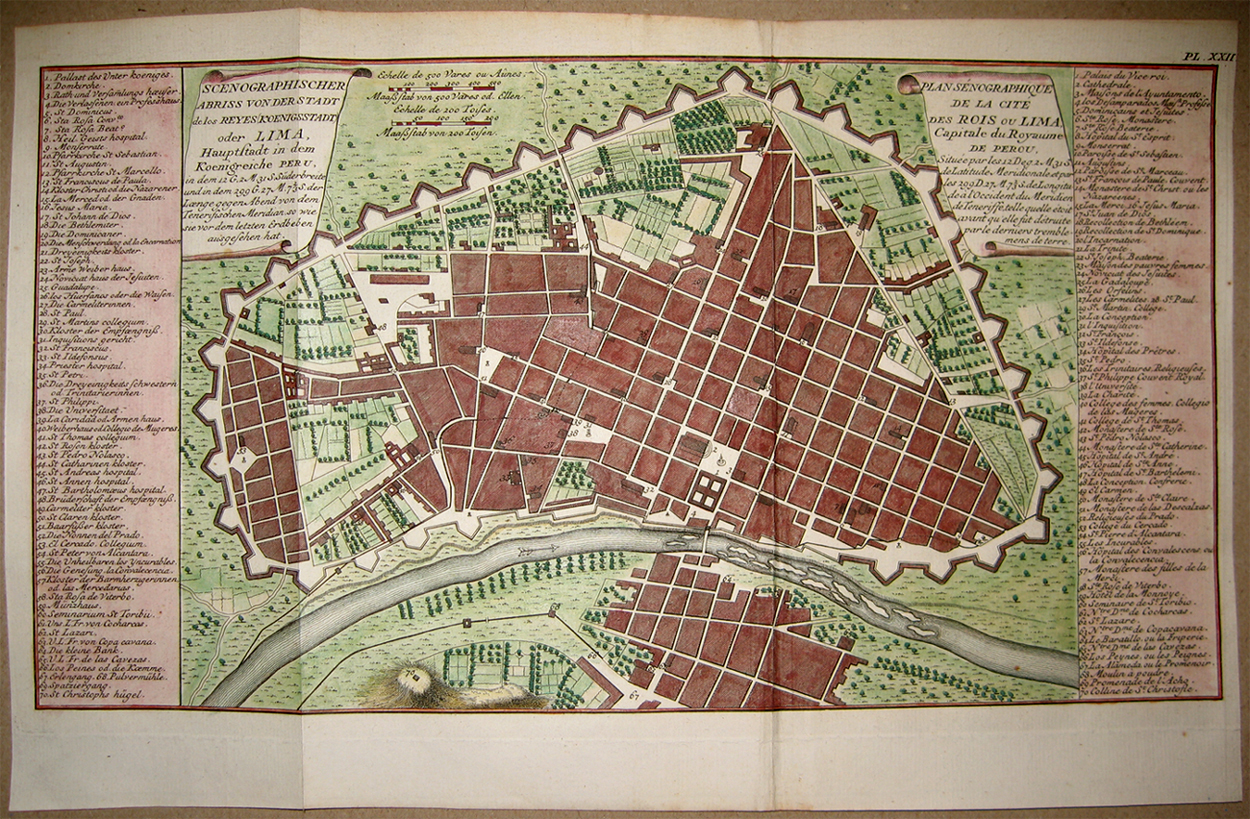
Lima, capital del Virreinato del Perú, en el que Lezo sirvió de 1720 a 1730, cuando regresó a la península ibérica. Entre 1723 y 1729, mandó la flota virreinal, que reforzó temporalmente y con la que acabó con la piratería y el contrabando en la región.

Con este nuevo navío se integró en una escuadra hispano-francesa al mando de Jean Nicolas Martinet —francés al servicio de la Corona española— y Bartolomé de Urdinzu —segundo de Martinet y capitán del único buque real que se unió a los que aportaban los corsarios franceses—, que partió en diciembre de 1716 a América con el cometido de limpiar de corsarios y piratas los llamados mares del Sur, o lo que es lo mismo, las costas del Perú. La escuadra estaba compuesta por parte española por cuatro buques de guerra y una fragata y, por parte francesa, por dos navíos de línea. Tras diversos retrasos, el grueso de la flota arribó a El Callao el 27 de septiembre de 1717. Urdinzu y Lezo, sin embargo, tuvieron problemas para doblar el Cabo de Hornos y se retrasaron, alcanzando finalmente El Callao en enero de 1720, cuando las autoridades del Perú ya habían devuelto a Europa a los franceses por las tensiones entre las dos partes.
Las primeras operaciones de los marinos españoles encargados de la reforma de la flota virreinal fueron contra los dos barcos, el Success (70) y el Speed Well (70) del corsario inglés John Clipperton, que logró evitar a la flota virreinal durante algún tiempo, pero tuvo que abandonar finalmente la zona. La flota pasó entonces a desempeñar labores de vigilancia y patrulla en la región, que acabaron por minar la salud de Urbizu. La mayor parte de las labores de patrulla, dada la mala salud de este, recayeron en Lezo.
Agotado Urdinzu, lo sustituyó Lezo el 16 de febrero de 1723 con el título de general de la Armada de Su Católica Majestad y jefe de la Escuadra del Mar del Sur, por entonces de escaso tamaño. Además del Lanfranco de Lezo, la formaban los navíos Conquistador y Triunfador y la fragata Peregrina.
En mayo de 1725, se casó con una limeña de la alta sociedad, Josefa Pacheco de Bustos y Solís, veinte años más joven; la boda la presidió el arzobispo de Lima, fray Diego Morcillo y Rubio de Auñón, que hasta el año anterior había sido virrey del Perú y había establecido buenas relaciones con Lezo.
Para reforzar la flota que mandaba, hizo reparar los navíos de línea con que contaba, desguazó y vendió la Peregrina, de cara recuperación y mal adaptada a las aguas de la región e hizo construir otros dos navíos. A principios de 1725 zarpó para combatir el corso y el contrabando de acuerdo a los bandos promulgados el año anterior por el nuevo virrey. Tras algunas semanas de patrulla, Lezo se topó con una escuadra neerlandesa de cinco barcos, que aventajaban a la suya en artillería. Durante la batalla, tras una denodada lucha logró derribar el palo mayor de la capitana y apresarla, y puso en fuga al resto de buques. Más tarde, atacó y se apoderó de una flota inglesa de seis barcos de guerra, de los que se quedó tres para la escuadra virreinal.
Estos éxitos y el crecimiento de la flota disuadieron a los enemigos y, paradójicamente, llevaron al enfrentamiento entre el virrey, marqués de Castelfuerte, que deseaba reducir la flota para ahorrar gastos una vez que la situación parecía controlada, y Lezo, que se oponía a ello. La relación entre ellos también había empeorado por el nombramiento nepotista del sobrino del virrey para el cargo de tesorero de los ingresos por el comercio marítimo, que contravenía las disposiciones y del que Lezo se quejó. Mal avenido con el virrey, que trató de desacreditarle mediante una inspección —juicio de residencia— de su labor que no encontró falta en el desempeño del marino, disgustado por el desmantelamiento de la flota —el virrey prefirió armar corsarios que invertir en reforzar la flota— y con mala salud por la larga estancia en la región y las insalubres travesías, en septiembre de 1727 escribió al secretario de Marina, José Patiño, para quejarse y solicitar su retiro. Patiño aceptó que dejase el mando de la escuadra del Perú y le llamó a España, pero no permitió que abandonase la Armada, consciente de su valía. El 13 de febrero de 1728, le relevó como jefe de la flota virreinal y le ordenó regresar a la península ibérica, pero Lezo, enfermo, no pudo hacerlo hasta el año siguiente; el 18 de agosto de 1730 arribó con su familia a Cádiz. Tras librarse de una epidemia de vómito negro que aquejaba a la ciudad gracias a haberse inmunizado en América, acudió a Sevilla a visitar al rey, que ya mostraba signos de desequilibrio mental; la audiencia real tuvo lugar a finales de septiembre o principios de octubre.

### Matrimonio y descendencia
El 5 de mayo de 1725, contrajo matrimonio en Lima con la dama criolla Josefa Pacheco de Bustos, natural de Locumba (actual Tacna) e hija de los también criollos José Carlos Pacheco y Benavides, y María Nicolasa de Bustos y Palacios. El matrimonio tuvo siete hijos: Blas Fernando, nacido en Lima y primer marqués de Ovieco (1726); Josefa Atanasia, nacida también en Lima (1728); Cayetano Tomás; Pedro Antonio; Agustina Antonia; Eduvigis Antonia, que profesó como su hermana mayor como agustina recoleta; e Ignacia, que casó con el marqués de Tabalosos. Los cinco hijos menores nacieron en la península ibérica y, de ellos, las dos hermanas menores, en El Puerto de Santa María.

## En el Mediterráneo

### Jefe de la Escuadra del Mediterráneo
Estuvo un año inactivo en Cádiz, hasta que el 3 de noviembre de 1731 se lo nombró jefe de la escuadra naval del Mediterráneo. Esta contaba con tres navíos de línea, entre ellos el Real Familia, de sesenta cañones y almiranta de Lezo. La escuadra tenía un papel fundamental en las ambiciones políticas del rey, que deseaba recuperar los territorios perdidos en la península itálica en los tratados de paz de la guerra de Sucesión. En reconocimiento de sus servicios al rey, este le concedió en 1731 como estandarte para su capitana la bandera morada con el escudo de armas de Felipe V, la Orden del Espíritu Santo —máxima condecoración francesa— y la Orden del Toisón de Oro —la más alta condecoración española— alrededor y cuatro anclas en sus extremos.

### Primeras misiones en Italia

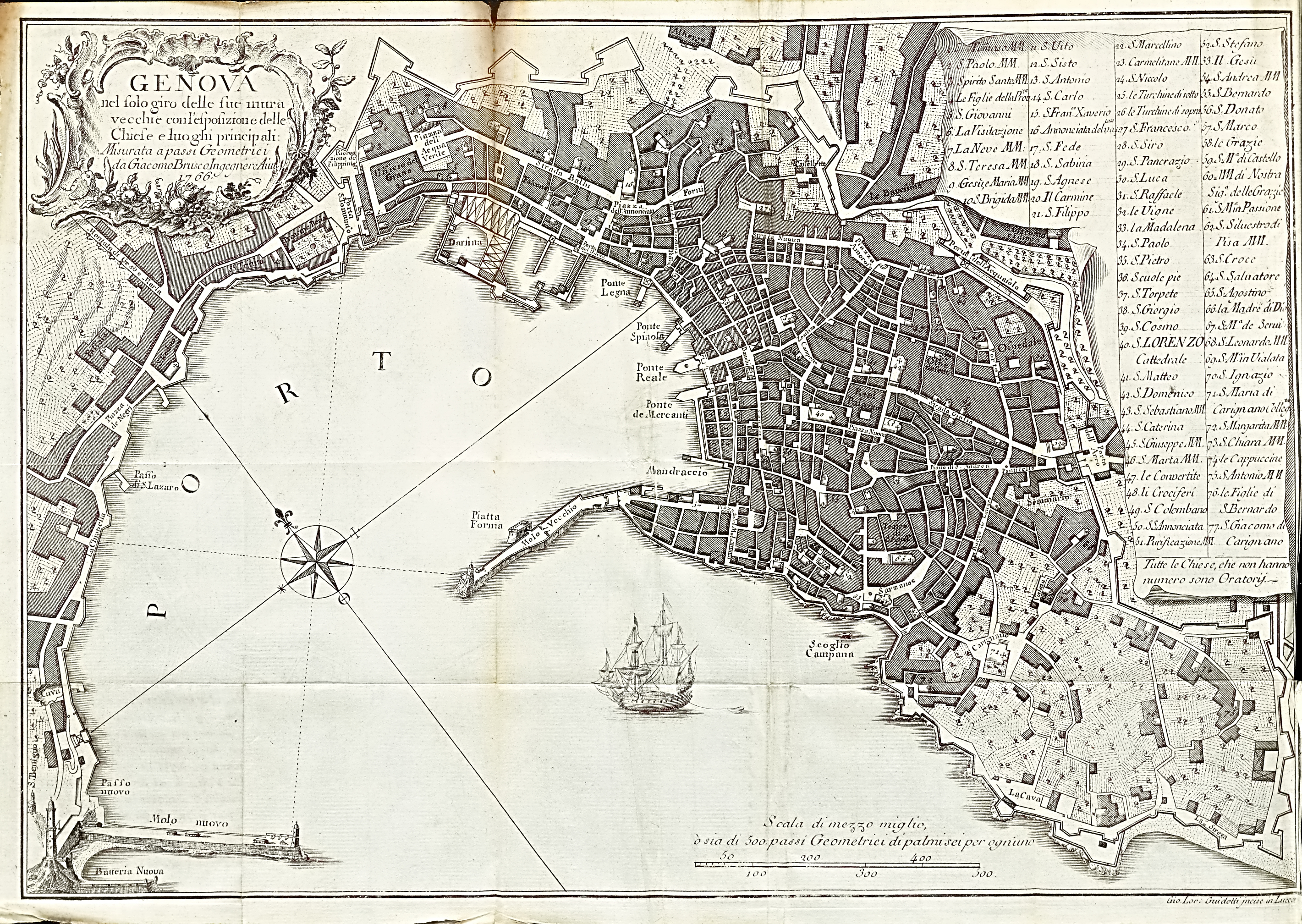
Génova en 1766. Tres décadas antes Lezo había obligado a las autoridades de la ciudad a devolver el dinero de la Hacienda española que guardaban sus bancos, so pena de bombardearla. Fue una de sus primeras misiones como jefe de la Escuadra del Mediterráneo.

Su primera misión fue participar en diciembre de ese año en la escolta del infante Carlos, que pasaba a Italia a adueñarse de los ducados de Parma, Toscana y Plasencia. Lezo mandaba una escuadra de veinticinco navíos, parte de una flota mayor en la que participaban los ingleses.
Al demorarse los genoveses en devolver los dos millones de pesos pertenecientes a la Hacienda española que se hallaban depositados en el Banco de San Jorge, Patiño ordenó a Lezo partir a la capital de la república para reclamarlos. Lezo ancló en aquel puerto con seis navíos y exigió un inaudito homenaje a la bandera real de España y la devolución inmediata del dinero. Los cañones de los seis buques apuntaban al palacio Doria, como amenaza al Senado de la ciudad. Mostrando el reloj de las guardias a los comisionados de la ciudad, que buscaban el modo de eludir la cuestión del pago, fijó un plazo, transcurrido el cual la escuadra rompería el fuego contra la ciudad. De los dos millones de pesos recibidos, medio millón fue entregado al infante don Carlos y el resto fue remitido a Alicante para sufragar los gastos de la expedición que se alistaba para la conquista de Orán.

### Expedición a Orán
En junio de 1732, volvió de Cádiz a Alicante para sumarse a esta expedición. El objetivo de esta era recuperar la plaza, que había estado en manos españolas desde 1509 hasta 1709, cuando se había perdido durante la guerra de sucesión. Retomarla era una cuestión de prestigio para la Corona y un modo de demostrar el renovado poderío militar y naval español con la nueva dinastía. Lezo quedó como lugarteniente del almirante de la flota de la expedición, Francisco Cornejo, mientras que José Carrillo de Albornoz, conde de Montemar, mandaba las tropas de tierra. Lezo participó en la operación a bordo del Santiago, parte de la flota de doce navíos de guerra, dos fragatas, dos bombardas, siete galeras, dieciocho galeotas, doce barcos varios y más de quinientos transportes que componían la escuadra de la expedición.

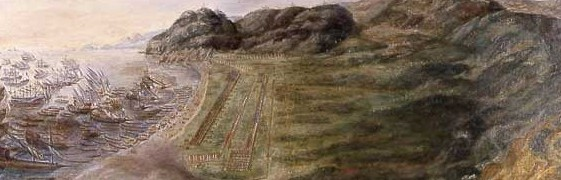
Desembarco de las tropas españolas de la expedición a Orán de 1732. Lezo participó en la conquista de la ciudad como lugarteniente del almirante que dirigía las fuerzas navales y meses más tarde tuvo que regresar para socorrerla del asedio de su antiguo señor, el Bey Hassan.

El asedio de Orán comenzó el 29 de junio con el desembarco de los veintiséis mil hombres de Montemar. Tras varios choques, se apoderaron de la plaza el 1 de julio. Sofocadas las últimas resistencias, que habían costado más bajas que la conquista de la ciudad, la expedición regresó a España el 1 de agosto, dejando una guarnición. El 2 de septiembre, Lezo estaba de vuelta en Cádiz.
Cuando la expedición marchó creyendo cumplida su meta, Bey Hassan, señor de Orán hasta la reconquista española, logró reunir tropas, aliarse con el bey de Argel y sitiarla. Bombardeó el castillo de Mazalquivir y aplastó una salida de los defensores, en la que perecieron más de mil quinientos soldados y murió además el gobernador español, Álvaro Navia Osorio y Vigil. Este aristócrata fue el autor de Reflexiones militares, libro de cabecera de Federico el Grande. Ante la desesperada situación de la plaza, el 13 de noviembre se ordenó a Lezo socorrerla. Este zarpó de inmediato con los barcos que estaban listos para realizar la travesía: dos navíos de línea, cinco menores y veinticinco transportes, que llevaban cinco mil soldados de refuerzo a la guarnición. A dos días de navegación alcanzó Orán, desbarató el acoso de las nueve galeras argelinas, que se retiraron al llegar la escuadra española, y abasteció a la guarnición.
Decidido a acabar con la amenaza que suponía la flota argelina, decidió perseguirla. En febrero de 1733 logró finalmente localizar la capitana de sesenta cañones, que se había refugiado en la bahía de Mostagán, defendida por dos castillos fortificados. Ello no arredró a Lezo, que entró en la bahía tras la nave argelina despreciando el fuego de los fuertes, consiguió poner en fuga una galeaza que había surgido inesperadamente para auxiliar a la galera, abordarla, incendiarla y, a continuación, destruir los castillos. Retornó entonces primero a Orán y luego a Barcelona, donde recogió a cuatro regimientos de infantería que trasladó a África. Después reanudó la patrulla de la zona, entre Tetuán y Túnez durante dos meses, hasta que una epidemia que se desató en la escuadra lo forzó a regresar a Cádiz.

### Último periodo en Cádiz
Hasta 1737, mantuvo un continuo litigio con el virrey de Perú por el sueldo que se le adeudaba, que este se negaba hasta entonces a pagarle, aduciendo falta de fondos. Lezo, empero, no pasó apuros económicos, tanto por la fortuna de su mujer como por los ingresos que obtuvo de diversos negocios, entre ellos el comercio en plata, oro y esclavos, que había realizado mediante un representante durante su estancia en el Perú. Parte de las ganancias las invertía en rentables pagarés y deuda; a pesar de sus continuos combates con los ingleses, poseía una cuenta en un banco londinense.
El 6 de junio de 1734 ascendió a teniente general de la Armada y se le nombró comandante general del Departamento de Cádiz. Tras realizar una visita a Madrid, dos años más tarde, en 1736 se le destinó a El Puerto de Santa María como comandante general de los galeones, responsable de la seguridad del comercio transatlántico. Se dispuso a preparar la escuadra que escoltó a la última Armada de los Galeones de la carrera de Indias, la de 1737. Los preparativos se retrasaron tanto por las distintas dificultades —aprestar los buques de guerra, reclutar las tripulaciones, asegurar el matalotaje, etc.—, que Lezo suscitó el disgusto de Patiño, quien le intimó que los acelerara. Cuando la flota estuvo lista por fin en noviembre de 1736, tuvo que esperar a que los barcos mercantes cargasen las mercancías y no pudo partir hasta el 3 de febrero de 1737. El convoy, formado por ocho mercantes, dos navíos de registro y los dos navíos de escolta de Lezo, efectuó la travesía sin contratiempos y arribó a Cartagena de Indias. La familia de Lezo —por entonces, formada por su esposa y seis hijos, ya que uno había fallecido— permaneció en El Puerto de Santa María y no acompañó al marino a su nuevo destino en América.

## De vuelta a América: Cartagena de Indias

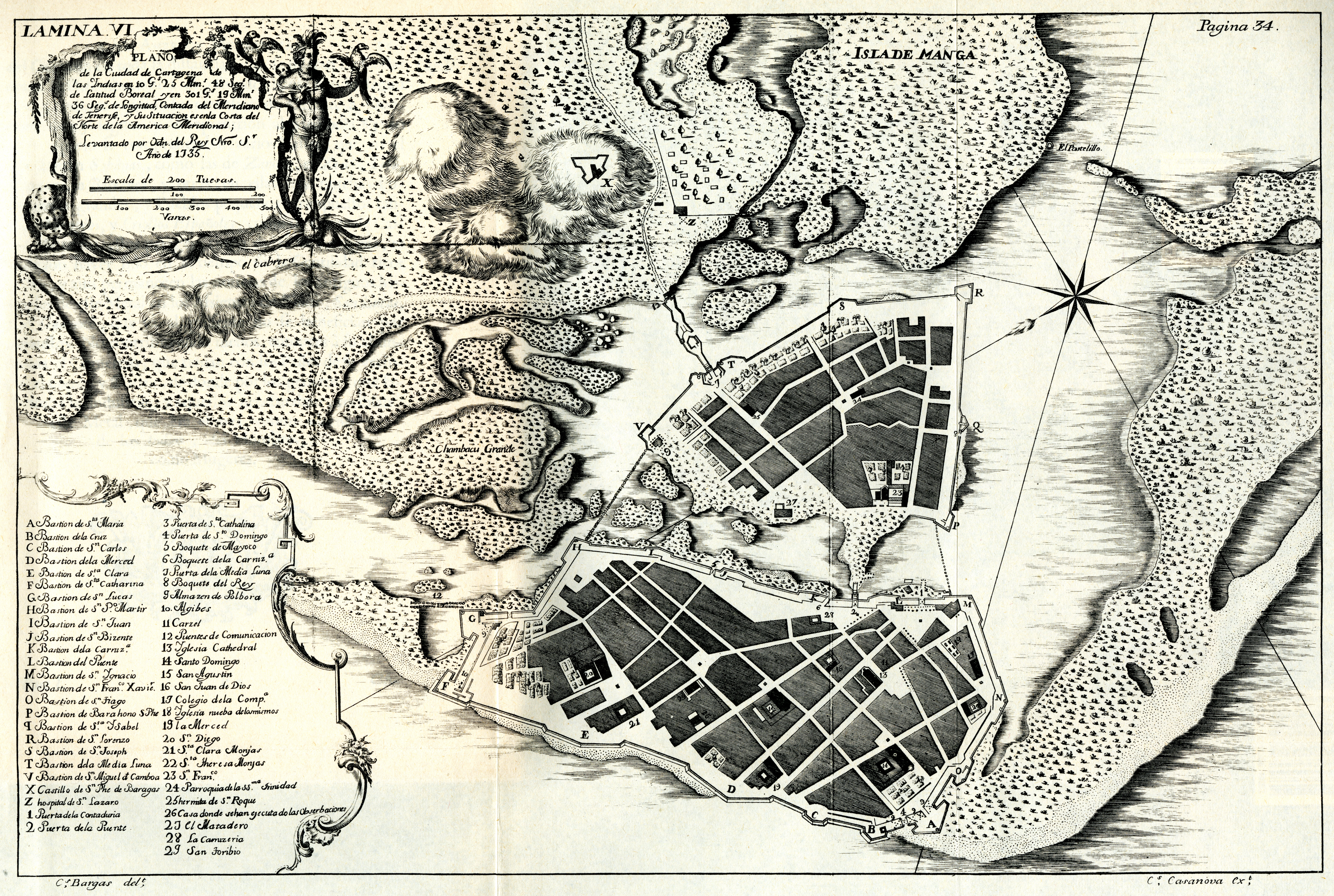
Plano de Cartagena de Indias realizado en 1735 y publicado en la obra Relación histórica del viaje a la América meridional, de Jorge Juan y Antonio de Ulloa

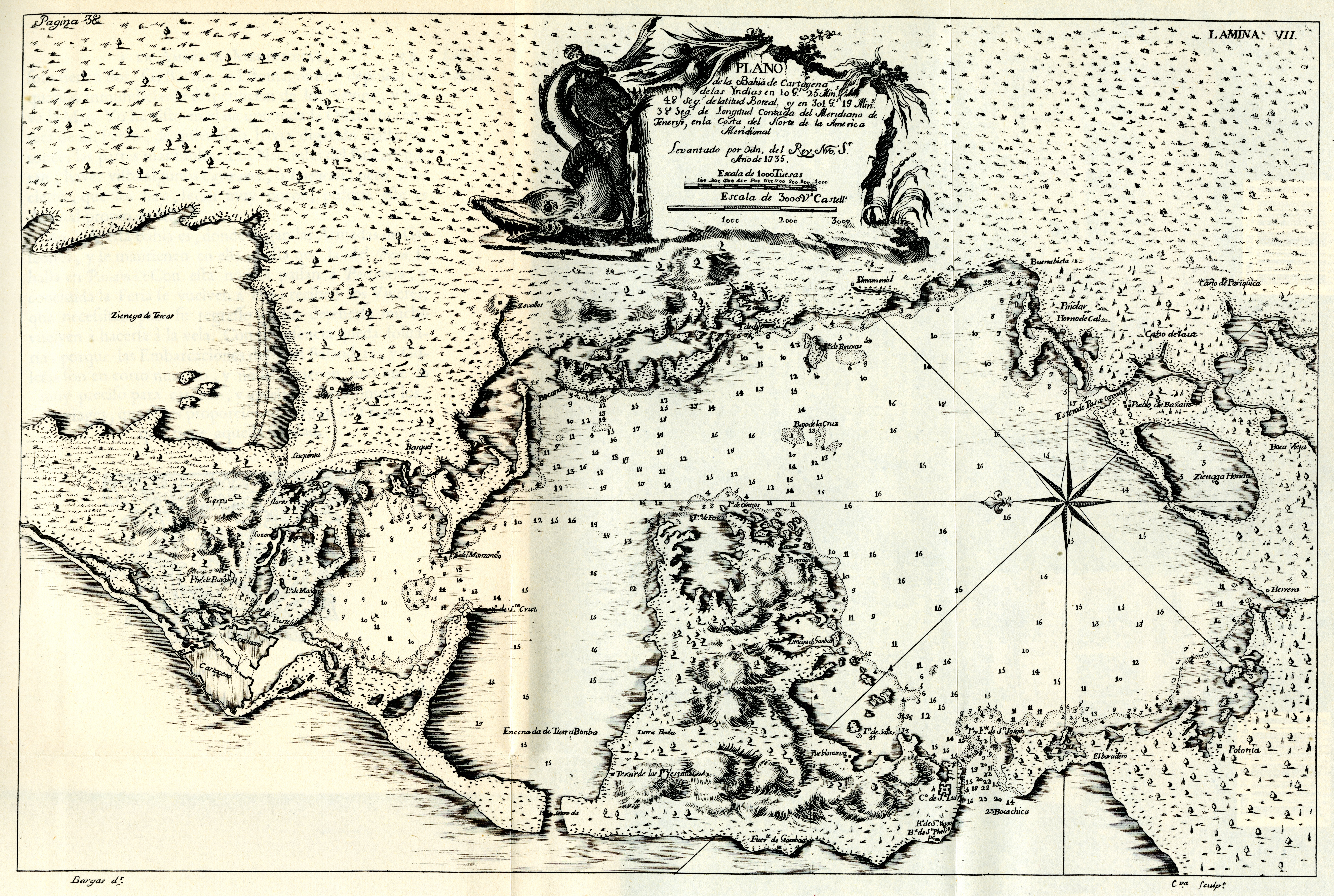
Plano de la bahía de Cartagena de Indias realizado en 1735 y publicado en la obra Relación histórica del viaje a la América meridional, de Jorge Juan y Antonio de Ulloa

Regresó en 1737 a América, al Nuevo Reino de Granada, con los navíos Fuerte y Conquistador como comandante general de Cartagena de Indias, plaza que tuvo que defender de un asedio (1741) al que la había sometido el almirante inglés Edward Vernon. En los primeros años en Cartagena de Indias, Lezo se encargó de labores de guardacostas, que debían desbaratar el creciente contrabando, lo cual acabó precipitando la nueva guerra con el Reino Unido. Con este mismo objetivo, creó junto con el gobernador de Cartagena una compañía de armadores de corso. El contrabando británico había crecido aprovechando las concesiones comerciales que el Reino Unido había obtenido en el Tratado de Utrecht: al comercio legal —quinientas toneladas ampliadas a mil en 1716— se unieron pronto los contrabandistas, que amenazaban el comercio español y trataban de no pagar los derechos (impuestos) a la Corona. A pesar de la renuencia del Gobierno británico a enfrentarse a España y favorecer así su acercamiento a Francia, las quejas de los comerciantes afectados por las actividades de los guardacostas y el debilitamiento del gabinete de Robert Walpole terminaron por aumentar la tensión entre los dos países y condujeron finalmente a la guerra.
La justificación de los británicos para iniciar un conflicto con España —la llamada guerra del Asiento— fue, entre otros muchos incidentes, el apresamiento de un barco mercante mandado por Robert Jenkins cerca de la costa de Florida en 1731. Juan de León Fandiño apresó el barco y al parecer cortó la oreja de su capitán al tiempo que le decía: «Aquí está tu oreja: tómala y llévasela al rey de Inglaterra, para que sepa que aquí no se contrabandea». A la sazón, el tráfico de ultramar con la América española sufría los efectos del intenso contrabando a manos de holandeses y, fundamentalmente, británicos.
Rechazado en La Guaira el 22 de octubre de 1739, de la que había pensado apoderarse sin encontrar resistencia, Vernon conquistó la plaza de Portobelo (Panamá) en noviembre  y desafió a Lezo por carta en estos términos:

Portobelo, 27 de noviembre de 1739.
Señor:
Esta se entrega a V. E. por Don Francisco de Abarca y en alguna manera V. E. puede extrañar que su fecha es de Portovelo. En justicia al portador, es preciso asegurar a V. E. que la defensa que se hizo aquí era por el Comandante y por los de debajo de su mando, no pareciendo en los demás ánimo para hacer cualquiera defensa.
Espero que de la manera que he tratado a todos, V. E. quedará convencido de que la generosidad a los enemigos es una virtud nativa de un Ingles, la cual parece más evidente en esta ocasión, por haberlo practicado con los españoles, con quienes la nación inglesa tiene una inclinación natural, vivir bien que discurro es el interés mutuo de ambas Naciones.
Habiendo yo mostrado en esta ocasión tantos favores, y urbanidades, además de lo capitulado, tengo entera confianza del amable carácter de V. E. (aunque depende de otro) los Factores de la Compañía de la Mar del Sur en Cartagena, estarán remitidos inmediatamente a la Jamaica, a lo cual V. E. bien sabe tienen derecho indubitable por tratados, aún seis meses después de la declaración de la guerra.
El Capitán Pelanco debe dar gracias a Dios de haber caído por Capitulación en nuestras manos, porque sino, su trato vil, e indigno, de los ingleses, había tenido de otro un castigo correspondiente.[...]

El marino español le contestó:

Cartagena, 27 Diciembre de 1739.
Exmo. Sor. — Muy Sr mío:
He recibido la de V. E. de 27 de Noviembre que me entregó Don Francisco de Abarca y antecedentemente la que condujo la Valandra que trajo a Don Juan de Armendáriz. Y en inteligencia del contenido de ambas diré, que bien instruido V. E. por los factores de Portovelo (como no lo ignoro) del estado en que se hallaba aquella Plaza, tomó la resolución de irla a atacar con su esquadra, aprovechándose de la oportuna ocasión de su imposibilidad (de defenderse), para conseguir sus fines, los que si hubiera podido penetrar, y creer que las represalias y hostilidades que V. E. intentaba practicar en esos mares, en satisfacción de las que dicen habían ejecutado los españoles, hubieran llegado hasta insultar las plazas del Rey mi Amo, puedo asegurar a V. E. me hubiera hallado en Portovelo para impedírselo, y si las cosas hubieran ido a mi satisfacción, aún para buscarle en otra cualquiera parte, persuadiendome que el ánimo que le faltó a los de Portobelo, me hubiera sobrado para contener su cobardía.
La manera con que dice V. E. ha tratado a sus Enemigos, es muy propia de la generosidad de V. E. pero rara vez experimentada en lo general de la nación, y sin duda la que V. E. ahora ha practicado, sería imitando la que yo he ejecutado con los vasallos de S. M. B. en el tiempo que me hallo en estas costas (y antes de ahora,) y porque V. E. es sabido de ellas, no las refiero, porque en todos tiempos es sabido practicar las mismas generosidades, y humanidades con todos los desvalidos; y si V. E. lo dudare podrá preguntárselo al gobernador de esa isla quien enterará a V. E. (de todo lo que llevo expresado, y conocerá V. E. que lo que yo he ejecutado en beneficio de la nación inglesa excede a lo que V. E. por precisión y en virtud de Capitulaciones debía observar.[...]

A continuación y de acuerdo al plan trazado, que los españoles conocían por los informes de un espía que trabajaba en Jamaica, Vernon se dirigió en marzo de 1741 contra Cartagena. Antes había realizado dos ataques exploratorios, con escasas fuerzas, en marzo y mayo de 1740, que Lezo rechazó.
La flota británica sumaba dos mil cañones dispuestos en casi ciento ochenta barcos, entre navíos de tres puentes (ocho), navíos de línea (veintiocho), fragatas (doce), bombardas (dos) y buques de transporte (ciento treinta), y en torno a treinta mil combatientes entre marinos (quince mil), soldados (nueve mil regulares y cuatro mil de las milicias norteamericanas) y esclavos negros macheteros de Jamaica (cuatro mil). Las defensas de Cartagena incluían tres mil hombres entre tropa regular (unos mil setecientos ochenta), milicianos (quinientos), seiscientos indios flecheros traídos del interior, más la cuantiosa marinería y tropa de desembarco de los seis navíos de guerra de los que disponía la ciudad (ciento cincuenta hombres): Galicia, que era la nave capitana, San Felipe, San Carlos, África, Dragón y Conquistador. Tras tomar algunas de las defensas de la ciudad, el asalto británico al castillo San Felipe de Barajas, el último baluarte importante que la defendía, fracasó el 20 de abril; con gran parte de la tropa enferma, numerosas bajas sufridas en los combates y la llegada de la época de lluvias, los británicos optaron por destruir las defensas a su alcance y abandonar el asedio.
Las pérdidas británicas fueron graves: unos cuatro mil quinientos muertos, seis barcos perdidos y entre diecisiete y veinte muy dañados, todo lo cual obligó al Gobierno británico a concentrar sus fuerzas en las defensa de la metrópoli, el Atlántico septentrional y el Mediterráneo, y a desechar nuevas campañas en las colonias españolas en América. La derrota en Cartagena desbarató los planes británicos para la campaña y permitió que continuase el dominio español en la región durante varias décadas más. Los ingleses, que contaban con la victoria, se habían precipitado a acuñar monedas y medallas para celebrarla. Dichas medallas decían en su anverso: «Los héroes británicos tomaron Cartagena el 1 de abril de 1741» y «El orgullo español humillado por Vernon».

## Muerte y castigo póstumo

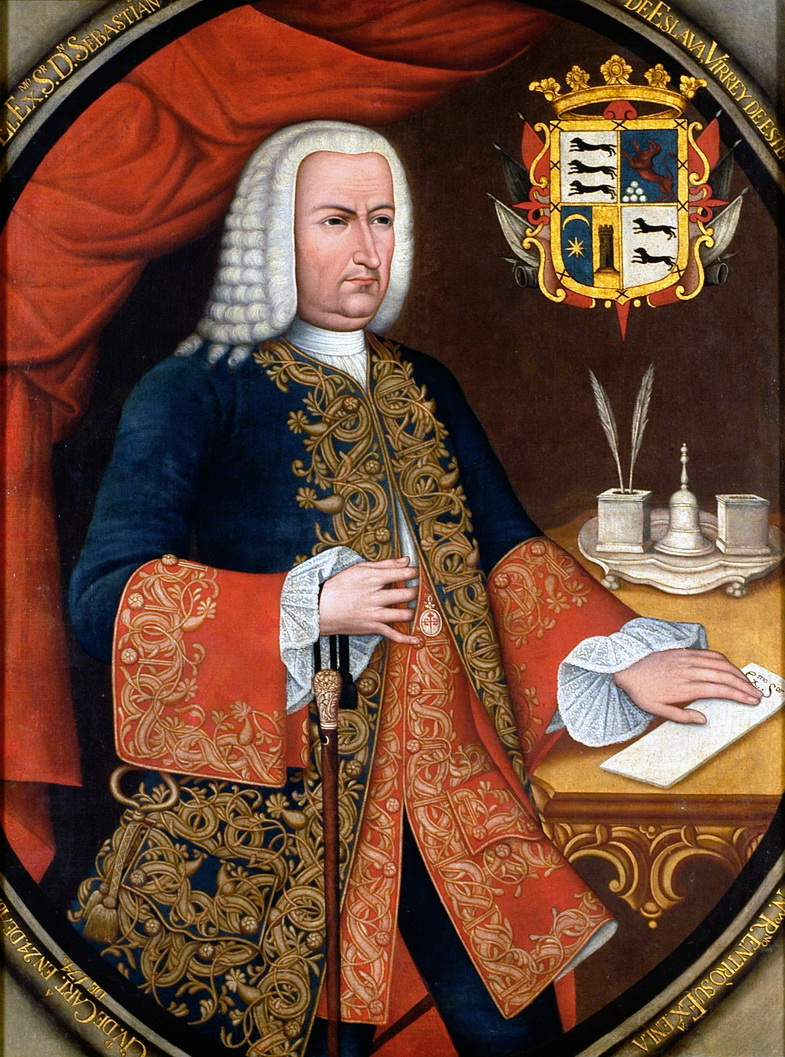
Sebastián de Eslava, virrey de Nueva Granada y responsable de la defensa de Cartagena de Indias. Militar veterano y ambicioso político, mantuvo una tensa relación con Lezo que llevó finalmente a pedir su castigo por sus acciones durante el asedio de la ciudad, que obtuvo cuando Lezo ya había fallecido.

El 4 de abril, el día que los británicos habían comenzado el bombardeo sistemático del castillo de San Luis de Bocachica, uno de los que protegía la ciudad, una bala de cañón había impactado en la mesa del Galicia en torno a la que estaban reunidos los mandos españoles en junta de guerra. Las astillas de la mesa hirieron a Lezo en el muslo y en una mano; la infección de estas heridas le acabó causando la muerte. La mala relación entre Lezo y el virrey Sebastián de Eslava, jefe de la plaza y responsable de su defensa, se agudizó una vez levantado el cerco británico. El primero había abogado constantemente por adoptar medidas más ofensivas y por acosar al enemigo, mientras que el segundo había mantenido una actitud más prudente y defensiva, que para el marino pareció inactividad y desidia en la defensa.
Lezo, cada vez más enfermo, apenas abandonó su residencia a partir del 20 de mayo y mantuvo una guerra epistolar con el virrey, tratando de defender su actuación durante el asedio, por la que el virrey llegó a solicitar y obtener el castigo del rey para el marino. Lezo intentó que se reconociese su carrera mediante la obtención de un título nobiliario, petición para la que recabó el apoyo de José Patiño y de parte de sus compañeros de armas de la Armada, pero que el rey, que había recibido los informes desfavorables del virrey y de otros adversarios de Lezo, rechazó. Blas de Lezo falleció en Cartagena de Indias de «unas calenturas, que en breves días se le declaró tabardillo» a las ocho de la mañana del 7 de septiembre de 1741. Fue el único de los principales protagonistas del asedio de Cartagena que no obtuvo recompensa alguna por sus acciones. Su destitución como jefe del apostadero y la orden de que regresase a la península ibérica para ser reprendido se aprobó el 21 de octubre. El rey Carlos III recompensó al hijo de Lezo por las acciones de su padre, nombrándolo marqués de Ovieco en 1760. Fue enterrado, según una misiva escrita por su hijo, en el convento de Santo Domingo de Cartagena de Indias.

### El Puerto de Santa María y Blas de Lezo
La estancia de los Lezo en El Puerto de Santa María tuvo varias fechas. El almirante ya había estado en 1719-20 y en 1730 en Cádiz. De allí partió, ya viviendo en El Puerto de Santa María, el 3 de febrero de 1737 hacia Cartagena dirigiendo la que sería la última carrera de Indias y donde encontraría, como ya se ha reflejado, su fatal destino.
Tras las investigaciones realizadas en los padrones de la época de la iglesia Mayor Prioral portuense, se ha constatado que Blas de Lezo, su mujer, sus hijos y un criado afroamericano llamado Antonio Lezo vivieron desde 1736 en una casa de la calle Larga, para ser más exactos en Larga, 70, hoy reconvertida en apartamentos de alquiler. Tras su muerte, su viuda —conocida en la localidad como «La Gobernadora»— y sus hijos se quedaron en ella hasta la muerte de ésta el 31 de marzo de 1743.
Josefa Pacheco fue enterrada en el convento de Santo Domingo, sito en la calle del mismo nombre. A partir de esta fecha, los descendientes de Blas de Lezo desaparecen de los padrones portuenses.
Durante su residencia en la ciudad, el Cabildo Municipal, siendo conocedor del prestigio del almirante, hizo a su familia diferentes concesiones, entre las que destacó una toma de agua para la casa.
Hasta hace pocos años, la ciudadanía portuense siguió llamando a la mansión casa de «La Gobernadora».

## Su memoria en la actualidad

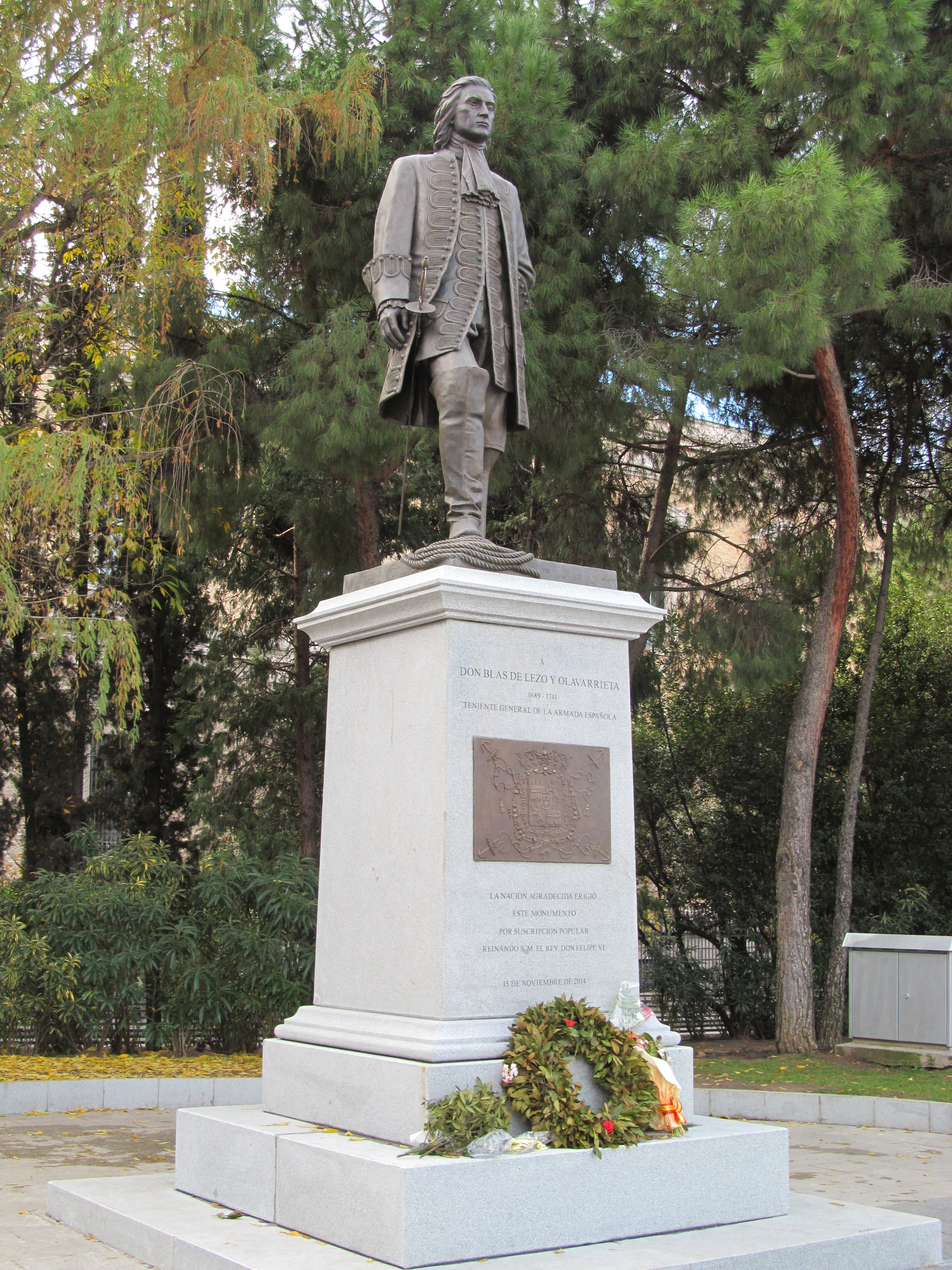
Estatua en honor del teniente general de la Armada Blas de Lezo en la plaza de Colón en Madrid realizada por Salvador Amaya

La Real Armada Española honra la memoria de Blas de Lezo con el mayor honor que puede rendirse a un marino español: tiene por costumbre inveterada que uno de sus buques lleve su nombre. El último así bautizado es una fragata de la clase Álvaro de Bazán: la  Blas de Lezo (F-103). Anteriormente portaron dicho nombre un cañonero de la clase Elcano, llamado General Lezo, que en 1898 se encontraba en Filipinas, aunque no llegó a participar en los combates al tener las calderas desmontadas, el crucero Blas de Lezo, que se perdió en 1932 al tocar un bajío frente a las costas de Finisterre y un destructor procedente de la ayuda estadounidense, el  Blas de Lezo (D-65). La Armada Colombiana también tuvo un buque con el nombre del almirante, el ARC Blas de Lezo (BT-62), un petrolero de clase Mettawee, adquirido a la Armada de los Estados Unidos el 26 de noviembre de 1947 y dado de baja en enero de 1965.

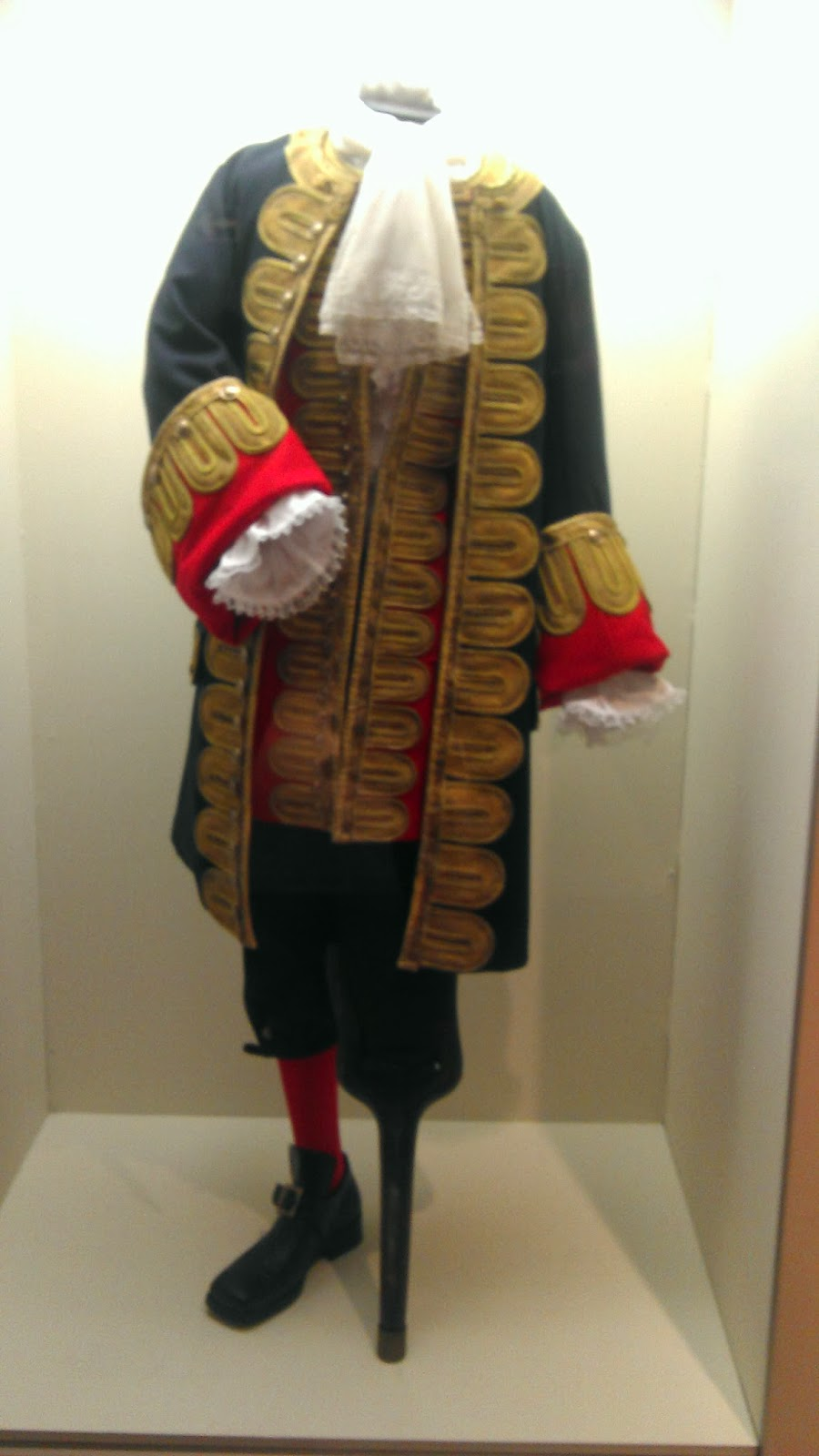
Reproducción del traje de Blas de Lezo en la Fundación Museo Naval.

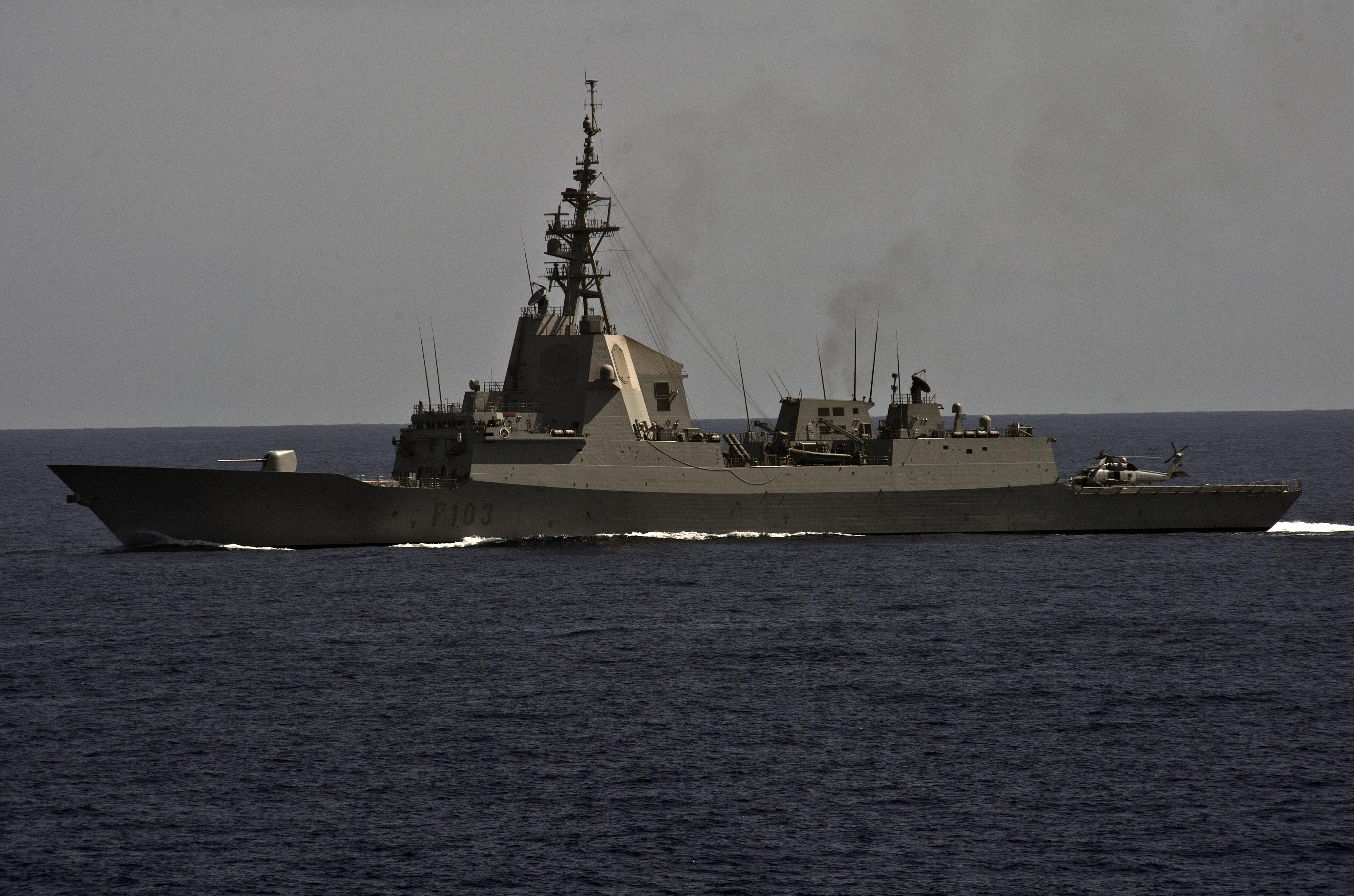
Fragata Blas de Lezo (F-103) en el Atlántico en 2012

El 12 de marzo de 2014 se inauguró en el Paseo de Canalejas de la ciudad de Cádiz el primer monumento dedicado a Blas de Lezo en España. Al acto acudieron el embajador de Colombia en España y un almirante de la Armada Española. En la fachada de la Diputación Foral de Guipúzcoa, situada en San Sebastián, se encuentra desde 1885 un busto de Blas de Lezo, oriundo de Pasajes.
El 15 de noviembre de 2014, el rey Juan Carlos inauguró en los jardines del Descubrimiento de la plaza de Colón de Madrid una escultura en bronce de 3,5 metros —7 metros en total contando con el pedestal— con la efigie del almirante, muy próxima a la de otros dos marinos ilustres de la Armada Española como fueron Cristóbal Colón y Jorge Juan y Santacilia. El monumento fue sufragado íntegramente por suscripción popular con las aportaciones que un millar de ciudadanos de todos los rincones de España hicieron a la Asociación Monumento a Blas de Lezo. Cuatro días después, el Ayuntamiento de Barcelona aprobó una moción con los votos de CiU, ICV, ERC y DCst, y con la abstención del PSC, en la que se pedía al Ayuntamiento de Madrid que retirara la estatua por haber participado Blas de Lezo en el bombardeo de Barcelona durante la Guerra de Sucesión Española. La petición fue rechazada en rueda de prensa por el ayuntamiento de la capital.
Existe una placa en su honor en el Panteón de Marinos Ilustres en San Fernando (Cádiz), donde reposan otros héroes de la Armada Española. También existe una maqueta de la batalla de Cartagena de Indias en la Academia de Ingenieros de Hoyo de Manzanares (Madrid). Análogamente, en el Museo Naval de Cartagena de Indias se exhibe un conjunto de maquetas con detalle de las fortificaciones de aquella bahía y que describen el sitio de la ciudad por el almirante Vernon, la defensa organizada por Don Blas de Lezo y su victoria sobre el inglés.
Existen calles con su nombre en las ciudades de Almería, Córdoba, Valencia, Málaga, Alicante, Cartagena de Indias, Las Palmas de Gran Canaria, San Sebastián, Cádiz, Huelva, Fuengirola, Rentería, Irún, Pasajes —su localidad natal— y ,finalmente, tras una recogida de firmas, el 28 de abril de 2010 se aprobó dedicarle una avenida en la capital de España, Madrid.
En los últimos años ha habido un resurgimiento de su figura entre ciertos sectores de la sociedad.

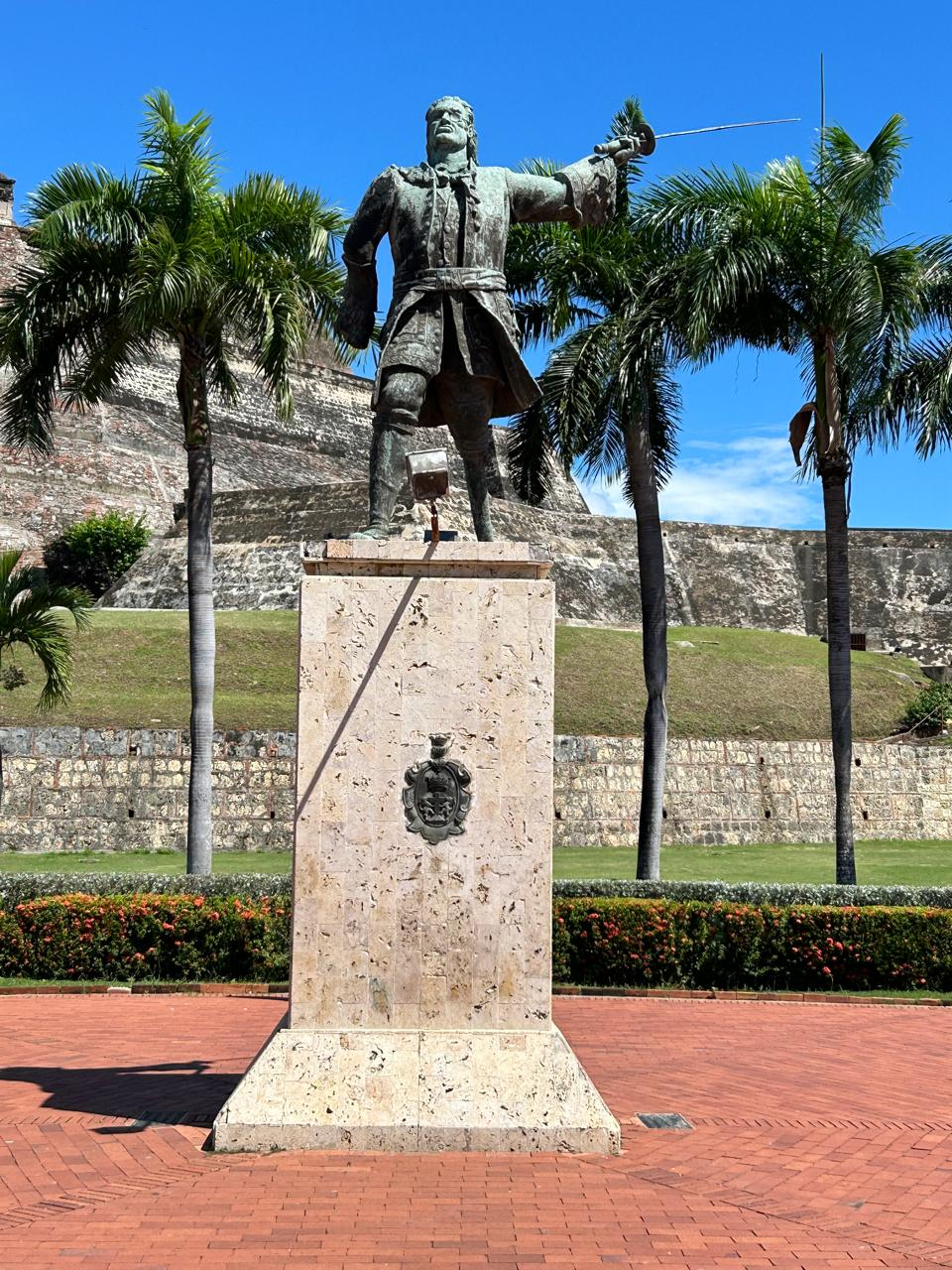
Estatua de Blas de Lezo frente al castillo San Felipe de Barajas, Cartagena de Indias, Colombia

Blas de Lezo es, al contrario, un reconocido héroe en Cartagena de Indias, que le rinde homenaje de varias maneras: barrios, avenidas y plazas lo conmemoran en sus nombres; y su estatua frente al castillo San Felipe de Barajas mantiene vivo entre los cartageneros el recuerdo del defensor de su ciudad. El 5 de noviembre de 2009, en Cartagena de Indias se dio cumplimiento a un deseo de Blas de Lezo, que en su testamento pedía que un grupo de españoles pusiese una placa que conmemorase aquella victoria. En la inscripción se puede leer:

Homenaje al almirante D. Blas de Lezo y Olabarrieta. Esta placa se colocó para homenajear al invicto almirante que con su ingenio, valor y tenacidad dirigió la defensa de Cartagena de Indias. Derrotó aquí, frente a estas mismas murallas, a una armada británica de 186 barcos y 23 600 hombres, más 4000 reclutas de Virginia. Armada aún más grande que la Invencible española que los británicos habían enviado al mando del almirante Vernon para conquistar la ciudad llave y así imponer el idioma inglés en toda la América entonces española. Cumplimos hoy juntos, españoles y colombianos, con la última voluntad del Almirante, que quiso que se colocara una placa en las murallas de Cartagena de Indias que dijera: Aquí España derrotó a Inglaterra y sus colonias. Cartagena de Indias, marzo de 1741.

Asimismo, el 21 de noviembre de 2009 se descubrió para su memoria una placa en la calle Larga n.º 70 del Puerto de Santa María, donde residió Blas de Lezo antes de librar la batalla de Cartagena y donde nacieron algunos de sus hijos. En dicho acto se estrenó la marcha militar Almirante Blas de Lezo, compuesta para la Real Armada por Joaquín Drake García e interpretada por la Banda de Música del Tercio Sur (Infantería de Marina). Presidieron el acto el almirante de la Flota, el alcalde de la ciudad y la presidenta del Club de Mar Puerto Sherry. La lápida reza: «En 1736 vivió en este lugar junto a su familia el teniente general de la Armada D. Blas de Lezo y Olabarrieta, insigne e invencible marino, héroe de la batalla de Cartagena de Indias en la que la flota inglesa sufrió una humillante derrota en 1741. La ciudad del Puerto de Santa María en homenaje a su memoria. 21 de noviembre de 2009».
El 21 de septiembre de 2018 se inauguró en la localidad de Torre del Mar (Málaga) una escultura realizada por Francisco Martín en homenaje a su figura.

### Novelas históricas
La vida de Blas de Lezo y su defensa de Cartagena de Indias ha sido llevada a la novela histórica con diversos grados de fantasía por los siguientes escritores en los últimos años:
- Alonso Mendizábal, Carlos (2008), Blas de Lezo, el malquerido, Dossoles, Burgos.
- Ribas Narváez, Ramiro (2009), La conjura de la mentira. Derrota de Inglaterra en Cartagena de Indias, Akrón.
- Vázquez, Alber (2010), Mediohombre. La batalla que Inglaterra ocultó al mundo, Inédita Editores.
- Blasco Patiño, Felipe (2010), El hombre sin rey. ¿Pudo un solo hombre cambiar el destino de América? El desastre de la Armada Invencible inglesa, Bohodón Ediciones, Madrid.
- Iglesias de Paúl, Santiago  (2011), El marino que cazaba lagartos... y que luchó junto a Blas de Lezo, JM Ediciones.
- Name Bayona, Orlando (2012), Blas de Lezo. El almirante patapalo. ¡Anka Motz!, Oveja negra.
- Pérez-Foncea, Juan Antonio (2012), El héroe del Caribe. La última batalla de Blas de Lezo, Libroslibres.
- Pascual, José Vicente (2013), Almirante en tierra firme. La aventura de Blas de Lezo, el español que derrotó a Inglaterra, Áltera, Madrid.
- Romero Valentín, Francisco Javier (2013), El paisano de Jamaica, Amazon Media.
- López, David (2013), El aventurero Vivar, Rocaeditorial.
- San Juan, Víctor (2014), Morirás por Cartagena, Punto de Vista Editores.
- Vidal, Rafael & José Pablo García (2014), Blas de Lezo. El marino invicto, autoedición.
- Victoria, Pablo (2014), Los amores prohibidos de Cecilita Caxiao. La extraña historia de cómo se salvó el diario de guerra de Blas de Lezo, Amazon Media.
- Artacho, Fernando de (2015), El almirante Mediohombre, Algaida, Sevilla.

### Novelas gráficas
- Miranda Vicente, Ángel (2020). Lezo. La toma de Bocachica, Ramón Vega Piniella
- Miranda Vicente, Ángel (2024). Lezo. La defensa de Cartagena, Ramón Vega Piniella

### Otros
Su gesta en Cartagena de Indias aparece narrada en un relato corto dentro de la colección Heroicitás, escrita por Vicente Costalago en interlingue en 2024.